# IC 3843
IC 3843 ist eine Spiralgalaxie vom Hubble-Typ Sc im Sternbild Jagdhunde am Nordsternhimmel. Sie ist schätzungsweise 469 Millionen Lichtjahre von der Milchstraße entfernt und hat einen Durchmesser von etwa 90.000 Lichtjahren. Vom Sonnensystem aus entfernt sich die Galaxie mit einer errechneten Radialgeschwindigkeit von näherungsweise 10.400 Kilometern pro Sekunde.
Im selben Himmelsareal befinden sich unter anderem die Galaxien PGC 2135732, PGC 2138415, PGC 2143774, PGC 2144413.
Das Objekt wurde am 21. März 1903 von Max Wolf entdeckt.